# 오리온자리 S
오리온자리 S는 오리온자리에 있는 적색 초거성이다. 이 별은 420일 주기로 겉보기 등급+9.2를 기준으로 밝기가 오르내리는 미라 변광성이며, 밝기에 따라 반지름은 1.9에서 2.3AU까지 수축과 팽창을 반복한다.